# Air Boom
Air Boom is een professioneel worstel-tag team dat actief is in de WWE op WWE Raw. De leden van dit team zijn regerend Tag Team Champions Evan Bourne en Kofi Kingston.

## Geschiedenis
Tijdens de Raw-aflevering van 15 augustus 2011 versloegen Kingston en Bourne Tag Team Champions David Otunga en Michael McGillicutty in een niet-titel match. Tijdens de Raw-aflevering van 22 augustus 2011 wonnen Kingston en Bourne van Otunga en McGillicutty om hun eerste WWE Tag Team Championship te winnen. Tijdens de Raw-aflevering van 29 augustus werd het duo officieel als Air Boom genaamd en verdedigde voor de eerste keer met succes hun titels nadat ze Otunga en McGillicutty versloegen. De naam Air Boom was verkregen op WWE.com nadat verschillende Twitter-volgers meer dan 1.000 namen hebben voorgelegd. Het hoogvliegende duo pikten de namen “Air Bourne” en “Boom Squad” eruit, waarin een deel van hun eigen naam, of hun nickname (ringnaam) in voorkwam. Dit resulteerde in Air Boom. Tijdens een live evenement op 15 januari 2012 moest Air Boom hun titels afstaan aan Primo en Epico.

## In het worstelen
- Bourne's finishers
  - Air Bourne (Shooting star press)

- Kingstons finishers
  - S.O.S. (Ranhei)
  - Trouble in Paradise (Jumping corkscrew roundhouse kick)

- Bijnamen
  - "The Dreadlocked Dynamo" (Kingston)
  - "Air" Bourne (Bourne)

- Entree thema's
  - "S.O.S." van Jim Johnston and Collie Buddz (Kingston)
  - "Born to Win" van Mutiny Within & Jim Johnston (Bourne)

## Prestaties
- WWE
  - WWE Tag Team Championship (1 keer)